# نیل کوچران
نیل کوچران (به انگلیسی: Neil Cochran) (زادهٔ ۱۲ آوریل ۱۹۶۵) شناگر اهل بریتانیا است.